# Kostandovo
Kostandovo (bulgariska: Костандово) är ett distrikt i Bulgarien.   Det ligger i kommunen Obsjtina Rakitovo och regionen Pazardzjik, i den sydvästra delen av landet, 100 km sydost om huvudstaden Sofia.
I omgivningarna runt Kostandovo växer i huvudsak blandskog. Runt Kostandovo är det ganska tätbefolkat, med 52 invånare per kvadratkilometer.